# 第五台
第五台是英國的一家自1997年開始播出的無線電視台。第五台是英國第五個全國性無線電視頻道，由第五台廣播公司（Channel 5 Broadcasting Ltd）所有（該公司是維亞康姆CBS網路 英國&澳大利亞的子公司）。
2002年9月16日至2011年2月13日期間，該台曾以「Five」名稱播出。當時英國第五台由RTL集團所有。2010年7月23日，理查德·德斯蒙德自RTL購買第五台股權，並聲稱將向第五台投資更多費用，且自2011年2月14日開始將名稱改回第五台。2014年5月1日，維亞康姆（現維亞康姆CBS）以4.5億英鎊的價格併購第五台
第五台是一個綜合娛樂頻道，既播出英國國內製作的節目（如《汽車大排擋》、《科技新玩意》、《酒店巡查員》和《Can't Pay? We'll Take It Away!》，亦播出購自外國的節目（特別是美國節目，包括《CSI犯罪現場》、《重返犯罪現場》、《法律與秩序》前三季、《金剛戰士系列》、《心計》、《逝者之證》、《童话镇》、《新朱門恩怨》、《穹頂之下》、《老友记》。

## 歷史

### 開播前
1995年，第五台廣播有限公司（Channel 5 Broadcasting Limited）自獨立電視委員會（ITC）獲得播出許可。在1993年至1994年，ITC曾舉辦第五台許可權的競標，參與者包括泰晤士電視和義大利政治家兼媒體大亨西尔维奥·贝卢斯科尼，但兩者都被ITC拒絕。第五台面臨的困難是其預計使用的頻率已分配給錄影機作為輸出用頻率。為實現第五台的全國覆蓋，大量錄影機需要安裝過濾器，而這一費用由投標公司負擔。
1994 年中期，当 ITC 重新宣传该特许经营权时，该项目得以恢复。时代华纳国际广播公司时任总裁汤姆麦格拉思与NTL和咨询工程师埃利斯格里菲斯一起制定了修订后的频率计划，涉及更少的重新调谐和更大的信号覆盖范围。由于英国法律禁止时代华纳拥有超过 25% 的股份，时任Meridian Broadcasting（后来的 United News & Media 和 UBM）首席执行官的霍利克勋爵作为主要投资者接手了该项目。皮尔逊电视台，现在拥有原始许可竞标者泰晤士电视台，也加入了进来。当 McGrath 离职成为派拉蒙总裁时，时代华纳退出了该项目并由CLT取代（在英国因卢森堡广播电台而闻名）。其他竞标者包括 UKTV（由Canwest和 Select TV牵头，出价 3600 万英镑）、新世纪电视（BSkyB和Granada拥有，出价 200 万英镑）、Virgin TV（由Virgin Communications支持）和Associated报纸（出价 2200 万英镑，与获得许可证的第 5 频道广播相同）。[15]
1994年年中，ITC重新開啟競標。子午線廣播首席執行官霍利克勳爵、培生電視等企業共組的財團；UKTV（出價3,600萬英鎊）、新世紀電視（New Century Television，由BSkyB和格拉納達所有，出價2,000萬英鎊）、維珍電視（維珍集團出資）和聯合報業（出價2,200萬英鎊，和第五台廣播出價相同）等企業參與競標。
沃爾夫·奧林斯和上奇廣告擔當了第五台開播前的廣告活動「Give Me 5」。該頻道的形象現代且主流。在第五台正式開播前數月，該台已進行過試播。在開播當時，英國65%的人口能收看到第五台。

### 開播
第五台開播於1997年3月30日傍晚6時，第一個節目是辣妹合唱團演唱的「1-2-3-4-5」（改編自Manfred Mann樂團名曲5-4-3-2-1），以及半小時的節目介紹。
第五台開播第一天節目表和收視人數如下：
| 時間     | 節目                     | 觀眾人數（百萬人） |
| -------- | ------------------------ | ------------------ |
| 6 pm     | This is 5!               | 2.49               |
| 6.30 pm  | Family Affairs           | 1.70               |
| 7 pm     | Two Little Boys          | 0.68               |
| 8 pm     | Hospital!                | 1.12               |
| 9 pm     | Beyond Fear              | 1.70               |
| 10:30 pm | The Jack Docherty Show   | 1.16               |
| 11:10 pm | The Comedy Store Special | 0.73               |
| 11:40 pm | Turnstyle                | 0.49               |
| 12:10 am | Live and Dangerous       | 0.08               |
| 5:30 am  | This is 5!               | 0.03               |

### 更名為Five
2002年9月16日，第五台更名為Five。2005年11月18日，Five購買了付費電視運營商Top Up TV股權。
2004年2月27日，有報道稱Five可能和第四台合併。但同年11月，第四台和Five宣布取消合併計劃。2009年年初，有消息稱Five、第四台和ITV可能合併。
2006年秋季，Five新開了5Star和5USA兩個數位電視頻道。

### 德斯蒙德收購
2010年7月23日，理查德·德斯蒙德的出版集團Northern & Shell出資1.035億英鎊，收購Five。德斯蒙德承諾在五年內將公司的總預算增加至15億英鎊，旗幟包括每年5,000萬至1億英鎊的節目製作投資；以及在Northern & Shell的出版物中耗資相當於2,000萬英鎊的預算，用於宣傳Five。
在完成成功後，理查德·德斯蒙德表示「比起Five，我更喜歡第五台這個名字，但我們和沒有和團隊會面討論這些細節」。翌日，德斯蒙德的《每日快報》稱該台的台名將會改回第五台。2010年8月11日，德斯蒙德確認台名將改回使用於1997年至2002年的第五台，並在2011年2月14日正式改名。
第五台在這時推出了晚間娛樂節目《OK! TV》，觀眾人數亦因此增加。2011年4月，第五台從第四台購買《老大哥》版權，據稱這筆交易價值2億英鎊。2011年8月18日，第五台重新開始播出《英國版老大哥》。該節目幫助第五台的收視率和收視份額有所上升，在2012年從4.4%上升至4.5%。第五台和BBC One也是2012年僅有的兩個收視率上升的無線電視頻道。
2013年，第五台節目總監本·弗羅（Ben Frow）表示，該台將不再進播放自美國進口的節目，亦將進口其它國家（如加拿大、愛爾蘭、澳洲）的節目播出。此後該台開始播出澳洲監獄電視劇《溫特沃斯監獄》和愛爾蘭電視劇《愛/恨》。

### 出售給維亞康姆 （2014年）
2014年1月，有報道稱理查德·德斯蒙德有意以7億英鎊價格出售第五台。BT、ITV、第四台、NBC環球、恩德莫爾、時代華納、維亞康姆、斯克里普斯網路互動、薩班資本集團、BSkyB及探索傳播共組的財團均有意競標。
2014年5月1日，德斯蒙德同意以4.5億英鎊的價格將第五台售給維亞康姆。這筆交易在2014年9月10日獲得批准。2015年4月15日，第五台推出了美國有線頻道Spike的英國版5Spike。2015年8月1日，第五台關閉了其五個廣告區域。維亞康姆收購之後，第五台增加了其原創節目，預算也增加了10%。
2019年12月，維亞康姆重新和CBS公司合併，組建維亞康姆CBS，並令第五台成為美國CBS和澳洲十號電視網的姊妹台。2020年1月開始，第五台由維亞康姆CBS網路 英國&澳大利亞運營。2020年，第五台獲得了皇家電視學會和《廣播雜誌》頒發的年度頻道榮譽。

## 附屬頻道

### 第五台HD
第五台HD是第五台的高畫質電視同步聯播頻道，自2010年7月13日開始在Sky和維珍媒體上播出。
第五台5HD原本預計於2010年在Freeview上播出，但因未能達到「關鍵標準」而延遲。2010年5月4日，第五台HD開始在Freeview上播出。

### 第五台+1
第五台+1自2011年12月6日開始在Freesat、Freeview和Sky播出，並計劃自2012年開始在維珍媒體上播出。

## 節目
第五台的節目以娛樂節目為主，包括真人秀、遊戲節目和進口美劇。第五台長期是唯一播出英格蘭夏季板球對抗賽和一日國際賽的無線電視頻道。第五台的新聞節目《第五台新聞》由ITN製作（但在2005年至2012年由天空新聞台製作）。
第五台的旗艦節目包括晨間清談節目《Jeremy Vine》，以及有關農業、鐵路、皇室的節目。第五台亦播出《粉紅豬一家親》等兒童節目。

## 外部連結
- 官方网站
- Channel 5的Facebook專頁
- Channel 5的X（前Twitter）